# Jessica Michibata
 (mai 2014).
Si vous disposez d'ouvrages ou d'articles de référence ou si vous connaissez des sites web de qualité traitant du thème abordé ici, merci de compléter l'article en donnant les références utiles à sa vérifiabilité et en les liant à la section « Notes et références ».
Jessica Celeste Michibata (道端 ジェシカ) née le 21 octobre 1984 à Fukui, au Japon, est un mannequin japonais.

## Biographie
Jessica Michibata est née d'un père argentin d'ascendance espagnole et italienne et d'une mère japonaise. Elle a une sœur ainée (Linda Karen), et une sœur cadette (Patricia Angelica) qui sont également mannequins.
Elle est l'égérie de la marque de lingerie Peach John (en).

## Vie personnelle
Elle s'est mise en couple avec le pilote britannique de Formule 1 Jenson Button en 2009. Ils se sont mariés à Hawaï fin 2014 et se sont séparés un an plus tard en décembre 2015. Elle s'est remariée au producteur de cinéma américain Ken Kao et a donné naissance à un enfant, le 25 octobre 2017,.
En mars 2023, elle est arrêtée à Tokyo pour possession de stupéfiants (MDMA).